# Фёдоров, Николай Ильич (учёный)
Николай Ильич Фёдоров (12 марта 1925 ― 20 марта 2009) ― советский и белорусский учёный в области лесной фитопатологии и микологии, кандидат сельскохозяйственных наук, доктор биологических наук, профессор, заведующий кафедрой лесоведения и защиты лесов БГТУ (1971-1991).

## Биография
Николай Ильич Фёдоров родился 12 марта 1925 года в городе Ижевске (Удмуртская автономная область). В 1941 году завершил обучение в 9-м классе средней школы. Сразу же, в начале Великой Отечественной войны, стал работать на Ижевском оружейном заводе. Параллельно обучался на Ижевском производственно-техническом факультете. В 1945 году завершил обучение. Успешно сдал экзамены и был зачислен в Волжский лесотехнический институт имени Горького. В 1947 году переехал в Минск, перевёлся и продолжил обучение в Белорусском лесохозяйственном институте имени С. М. Кирова. В 1950 году завершил обучение в институте и остался трудиться ассистентом на кафедре лесоведения и защиты леса.
В 1956 году защитил диссертацию на соискание ученой степени кандидата сельскохозяйственных наук по теме «Урожайность и технические свойства древесины интродуцированных хвойных пород и сосны обыкновенной». С 1960 года работал на кафедре лесоведения и защиты лесов доцентом. В 1970 году защитил диссертацию на соискание степени доктора биологических наук. С 1971 по 1991 годы работал в должности заведующего кафедрой.
Его работы связаны с изучением болезней древесных растений и кустарников, занимался разработкой мероприятий по их защите, биологии дереворазрушающих грибов, выращиванию съедобных грибов. Изучал структуру и физико-механические свойства древесины хвойных пород и др. Им получено 27 авторских свидетельств на изобретения в области производства биопрепаратов и защиты хвойных деревьев от корневых патогенов. Является автором и соавтор 8 монографий и более 400 научных работ и учебников.
Проживал в городе Минске. Умер 20 марта 2009 года.

## Награды
Заслуги отмечены медалями:
- Медаль «В ознаменование 100-летия со дня рождения Владимира Ильича Ленина»,
- Орден Почёта (Белоруссия),
- другие медали.
- Две Почетные грамоты Верховного Совета Белорусской ССР.
- Знак «Отличник образования Республики Беларусь».

## Память
- 19 декабря 2014 года в учебном корпусе 4 Белорусского государственного технологического университета была открыта мемориальная доска в память о заслуженном учёном, педагоге.

## Монографии
- Промышленное выращивание съедобных грибов. - Киев, 1978. (в соавторстве);
- Инструкция по борьбе с корневой губкой сосны, ели и пихты в лесах СССР. (1979, в соавторстве);
- Корневая гниль хвойных деревьев. (1984);
- Защитная обработка древесины. - Москва, 1981. (совместно с М.Д. Бывшим);
- Учебник «Лесная фитопатология» (3 издания: 1987, 1992, 2004 гг.).